# 타이런 레잇소
타이런 레잇소(Tyron Leitso, 1976년 1월 7일 ~ )는 캐나다의 영화배우, 모델, 텔레비전 배우이다.
밴쿠버에서 태어났다.

## 영화
- 마이 보이프렌즈 독스 (2014년)
- 프레지던트 테러 라이브 (2013년)
- 비잉 에리카 (2008년)
- 파 크라이 (2008년) - 오퍼레이션 사이언티스트 역
- 씨드 (2007년)
- 마스터즈 오브 호러 시즌 2 에피소드 8 - 계단을 오르는 여자 (2006년)
- 하우스 오브 더 데드 (2003년) - 사이몬 역
- 나 없는 내 인생 (2003년)
- 다이노토피아 (2002년)
- 백설공주 (2001년)